# Premi e riconoscimenti delle Girl's Day
Questa è una lista dei premi e dei riconoscimenti ricevuti dalle Girl's Day, gruppo musicale sudcoreano gruppo musicale sudcoreano che ha debuttato a luglio 2010 sotto la Dream T Entertainment.

## Riconoscimenti
Korean Culture Entertainment Award 
| Anno | Categoria                                      | Ricevente  | Risultato       |
| ---- | ---------------------------------------------- | ---------- | --------------- |
| 2010 | New Generation Popular Music Teen Singer Award | Girl's Day | Vincitore/trice |
| 2012 | Idol Music Excellence Award                    | Girl's Day | Vincitore/trice |
| 2013 | Idol Excellence Award                          | Girl's Day | Vincitore/trice |

Seoul Success Award
| Anno | Categoria      | Ricevente  | Risultato       |
| ---- | -------------- | ---------- | --------------- |
| 2010 | Cultural Award | Girl's Day | Vincitore/trice |

 Circle Chart Music Award 
| Anno | Categoria                  | Ricevente     | Risultato       |
| ---- | -------------------------- | ------------- | --------------- |
| 2012 | Discovery of the Year      | Girl's Day    | Vincitore/trice |
| 2014 | 15 Weeks Over Top 50       | "Expectation" | Vincitore/trice |
| 2015 | Song of the Year (January) | "Something"   | Vincitore/trice |
| 2016 | Global Popularity Award    | Girl's Day    | Candidato/a     |

 Republic of Korea Entertainment Arts Award 
| Anno | Categoria                | Ricevente  | Risultato       |
| ---- | ------------------------ | ---------- | --------------- |
| 2011 | Best Female Rookie Award | Girl's Day | Vincitore/trice |

 Mnet Asian Music Award 
| Anno | Categoria                                | Ricevente      | Risultato       |
| ---- | ---------------------------------------- | -------------- | --------------- |
| 2013 | Song of the Year                         | "Expectation"  | Candidato/a     |
| 2013 | Best Dance Performance by a Female Group | "Expectation"  | Candidato/a     |
| 2014 | Best Female Group                        | Girl's Day     | Candidato/a     |
| 2014 | Best Dance Performance by a Female Group | "Something"    | Vincitore/trice |
| 2014 | BC - UnionPay Artist of the Year         | Girl's Day     | Candidato/a     |
| 2014 | BC - UnionPay Song of the Year           | "Something"    | Candidato/a     |
| 2015 | Best Dance Performance by a Female Group | "Ring My Bell" | Candidato/a     |
| 2015 | BC - UnionPay Song of the Year           | "Ring My Bell" | Candidato/a     |

 World Music Award 
| Anno | Categoria             | Ricevente   | Risultato   |
| ---- | --------------------- | ----------- | ----------- |
| 2014 | World's Best Song     | "Something" | Candidato/a |
| 2014 | World's Best Video    | "Something" | Candidato/a |
| 2014 | World's Best Group    | Girl's Day  | Candidato/a |
| 2014 | World's Best Live Act | Girl's Day  | Candidato/a |

 Melon Music Award 
| Anno | Categoria          | Ricevente   | Risultato       |
| ---- | ------------------ | ----------- | --------------- |
| 2014 | Top 10             | Girl's Day  | Vincitore/trice |
| 2014 | Music Video Award  | "Something" | Candidato/a     |
| 2014 | Song of the Year   | "Something" | Candidato/a     |
| 2014 | Artist of the Year | Girl's Day  | Candidato/a     |

 Golden Disc Award 
| Anno | Categoria       | Ricevente   | Risultato       |
| ---- | --------------- | ----------- | --------------- |
| 2015 | Digital Bonsang | "Something" | Vincitore/trice |

SBS Awards Festival
| Anno | Categoria                        | Ricevente  | Risultato       |
| ---- | -------------------------------- | ---------- | --------------- |
| 2014 | Top 10 Artists                   | Girl's Day | Vincitore/trice |
| 2015 | Chinese Netizen Popularity Award | Girl's Day | Candidato/a     |

SBS MTV Best of the Best
| Anno | Categoria          | Ricevente  | Risultato   |
| ---- | ------------------ | ---------- | ----------- |
| 2013 | Best Female Group  | Girl's Day | Candidato/a |
| 2014 | Best Female Group  | Girl's Day | Candidato/a |
| 2014 | Artist of the Year | Girl's Day | Candidato/a |

 Seoul Music Award 
| Anno | Categoria            | Ricevente      | Risultato       |
| ---- | -------------------- | -------------- | --------------- |
| 2015 | Bonsang Award        | "Something"    | Vincitore/trice |
| 2015 | Popularity Award     | Girl's Day     | Candidato/a     |
| 2015 | Hallyu Special Award | Girl's Day     | Candidato/a     |
| 2016 | Bonsang Award        | "Ring My Bell" | Candidato/a     |
| 2016 | Popularity Award     | Girl's Day     | Candidato/a     |

## Altri premi
| Anno | Evento                                   | Ricevente                                        | Risultato       |
| ---- | ---------------------------------------- | ------------------------------------------------ | --------------- |
| 2014 | 7th Style Icon Award                     | Top 10 Style Icons                               | Candidato/a     |
| 2014 | 9th Asian Model Festival Awards          | Popularity Award                                 | Vincitore/trice |
| 2014 | 2014 Cable TV Star Awards                | Cable TV Star                                    | Vincitore/trice |
| 2015 | The 27th Korean PD Awards                | Performer Award                                  | Vincitore/trice |
| 2015 | 2015 Korean Popular Culture & Arts Award | Minister of Culture,Sports and Pop Culture Award | Vincitore/trice |
| 2015 | Culture Technology Award Ceremony        | Artist Award                                     | Vincitore/trice |
| 2015 | 2015 Ceci Star Award                     | Best K-pop Girl Group                            | Candidato/a     |
| 2016 | 2016 Korea Wave Award                    | Pop Culture Award                                | Vincitore/trice |
| 2017 | 2017 V Live Award                        | Special V LIVE                                   | Vincitore/trice |
| 2017 | The Bride Awards 2017                    | Global Star                                      | Vincitore/trice |